# Chicago Film Critics Association Awards 2024
La cerimonia di premiazione della 37ª edizione dei Chicago Film Critics Association Awards si è tenuta a Chicago, Illinois, l'11 dicembre 2024, per premiare i migliori film prodotti nel corso dell'anno.

## Vincitori e candidati
I vincitori sono indicati in grassetto, a seguire i candidati.

### Miglior film
- The Brutalist, regia di Brady Corbet
- Anora, regia di Sean Baker
- Furiosa: A Mad Max Saga, regia di George Miller
- Ho visto la TV brillare (I Saw the TV Glow), regia di Jane Schoenbrun
- Nickel Boys, regia di RaMell Ross
- The Substance, regia di Coralie Fargeat

### Miglior attore
- Adrien Brody – The Brutalist
- Timothée Chalamet – A Complete Unknown
- Colman Domingo – Sing Sing
- Ralph Fiennes – Conclave
- Keith Kupferer – Ghostlight

### Migliore attrice
- Marianne Jean-Baptiste – Hard Truths
- Cynthia Erivo – Wicked (Wicked: Part I)
- Mikey Madison – Anora
- Demi Moore – The Substance
- Léa Seydoux – The Beast

### Miglior attore non protagonista
- Kieran Culkin – A Real Pain
- Jurij Borisov – Anora
- Clarence Maclin – Sing Sing
- Guy Pearce – The Brutalist
- Adam Pearson – A Different Man

### Migliore attrice non protagonista
- Natasha Lyonne – His Three Daughters
- Danielle Deadwyler – The Piano Lesson
- Ariana Grande-Butera – Wicked (Wicked: Part I)
- Margaret Qualley – The Substance
- Zoe Saldana – Emilia Pérez

### Miglior regista
- RaMell Ross – Nickel Boys
- Sean Baker – Anora
- Brady Corbet – The Brutalist
- Coralie Fargeat – The Substance
- Jane Schoenbrun – Ho visto la TV brillare (I Saw the TV Glow)

### Miglior fotografia
- Jomo Fray – Nickel Boys
- Jarin Blaschke – Nosferatu
- Lol Crawley – The Brutalist
- Greig Fraser – Dune - Parte due (Dune: Part Two)
- Sayomphu Mukdiphrom – Challengers

### Miglior scenografia
- Nosferatu
- The Brutalist
- Dune - Parte due (Dune: Part Two)
- The Substance
- Wicked (Wicked: Part I)

### Migliori costumi
- Furiosa: A Mad Max Saga – Jenny Beavan
- Dune - Parte due (Dune: Part Two) – Jacqueline West
- Maria – Massimo Cantini Parrini
- Nosferatu – Linda Muir
- Wicked (Wicked: Part I) – Paul Tazewell

### Miglior montaggio
- Marco Costa – Challengers
- Sean Baker – Anora
- Dávid Jancsó – The Brutalist
- Eliot Knapman e Margaret Sixel – Furiosa: A Mad Max Saga
- Nicolas Monsour – Nickel Boys

### Migliori effetti speciali
- The Substance
- Dune - Parte due (Dune: Part Two)
- Furiosa: A Mad Max Saga
- Hundreds of Beavers
- Wicked (Wicked: Part I)

### Miglior colonna sonora originale
- Challengers – Trent Reznor e Atticus Ross
- The Brutalist – Daniel Blumberg
- Dune - Parte due (Dune: Part Two) – Hans Zimmer
- Nosferatu – Robin Carolan
- Wicked (Wicked: Part I) – John Powell e Stephen Schwartz
- Il robot selvaggio (The Wild Robot) – Kris Bowers

### Migliore sceneggiatura originale
- A Real Pain – Jesse Eisenberg
- Anora – Sean Baker
- The Brutalist – Brady Corbet e Mona Fastvold
- Challengers – Justin Kuritzkes
- The Substance – Coralie Fargeat

### Migliore sceneggiatura non originale
- Nickel Boys – Joslyn Barnes e RaMell Ross
- The Beast – Bertrand Bonello, Benjamin Charbit e  Guillaume Bréaud
- Conclave – Peter Straughan
- Nosferatu – Robert Eggers
- Sing Sing – Clint Bentley, Greg Kwedar, Clarence Maclin e  John Whitfield

### Miglior film d'animazione
- Flow - Un mondo da salvare (Straume), regia di Gints Zilbalodis
- Inside Out 2, regia di Kelsey Mann
- Memoir of a Snail, regia di Adam Elliot
- Wallace & Gromit - Le piume della vendetta (Wallace & Gromit: Vengeance Most Fowl), regia di Nick Park e Merlin Grossingham
- Il robot selvaggio (The Wild Robot), regia di Chris Sanders

### Miglior film documentario
- No Other Land, regia di Basel Adra, Yuval Abraham, Rachel Szor e Hamdan Ballal
- Dahomey, regia di Mati Diop
- Daughters, regia di Natalie Rae e Angela Patton
- Soundtrack to a Coup d'Etat, regia di Johan Grimonprez
- Sugarcane, regia di Emily Kassie e Julian Brave NoiseCat

### Miglior film in lingua straniera
- All We Imagine As Light - Amore a Mumbai (All We Imagine as Light), regia di Payal Kapadiya (Francia/India/Italia/Lussemburgo/Paesi Bassi)
- Emilia Pérez, regia di Jacques Audiard (Francia)
- Il male non esiste (Aku wa sonzai shinai), regia di Ryūsuke Hamaguchi (Giappone)
- Les Chambres rouges, regia di Pascal Plante (Canada)
- Il seme del fico sacro (Dāne-ye anjīr-e ma'ābed), regia di Mohammad Rasoulof (USA/Germania)

### Miglior regista rivelazione
- RaMell Ross – Nickel Boys
- Mike Cheslik – Hundreds of Beavers
- Vera Drew – The People's Joker
- Payal Kapadiya – All We Imagine As Light - Amore a Mumbai (All We Imagine as Light)
- Greg Kwedar – Sing Sing

### Miglior performance rivelazione
- Clarence Maclin – Sing Sing
- Lily Collias – Good One
- Karla Sofía Gascón – Emilia Pérez
- Brigette Lundy-Paine – Ho visto la TV brillare (I Saw the TV Glow)
- Adam Pearson – A Different Man